# Moțca
Moţca é uma comuna romena localizada no distrito de Iaşi, na região de Moldávia. A comuna possui uma área de 36.59 km² e sua população era de 5185 habitantes segundo o censo de 2007.